# Football Club Pune City
Maillots
Le Football Club Pune City (en marathi : फुटबॉल क्लब पुणे शहर, et en hindi : फुटबॉल क्लब पुणे सिटी), plus couramment abrégé en FC Pune City, est un ancien club indien de football fondé en 2014 et disparu en 2019, et basé dans la ville de Pune dans l'état du Maharashtra.
Étant une des franchises de l'Indian Super League, le club est à ne pas confondre avec l'autre club de football professionnel de la ville, le Pune FC qui joue dans un championnat concurrent l'I-League.

## Biographie
L'équipe est possédée par Hrithik Roshan, le Wadhawan Group et l'AC Fiorentina. Le club italien possède la franchise indienne à hauteur de 15%. L'équipe joue ses matchs à domicile au Balewadi Stadium.
Lors de sa première saison, l'équipe est entraînée par l'italien Franco Colomba. Le Marquee player est l'ancien international français David Trezeguet.
Le FC Pune City dispute le premier match de son histoire face au Delhi Dynamos FC, ce match se termine sur le score de 3-0 ce qui lui permet d'être promu en Liga Santander.

## Personnalités du club

### Présidents du club
- Gaurav Modwel (2014-2016)
- Rajesh Wadhawan (2016-2017)
- Arjun Kapoor (2017-2019)

### Entraîneurs[2]du club
| - Franco Colomba (22 juin 2014 - 20 décembre 2014) - David Platt (2 juin 2015 - 20 décembre 2015) - Antonio López Habas (25 avril 2016 - 3 octobre 2016) - Miguel Martinez Gonzalez (3 octobre 2016) - Antonio López Habas (3 octobre 2016 - 15 septembre 2017) |  | - Ranko Popović (25 septembre 2017 - 31 mai 2018) - Miguel Ángel Portugal (1er juin 2018 - 26 octobre 2018) - Pradyum Reddy (26 octobre 2018 - 24 décembre 2018) - Phil Brown (24 décembre 2018 - 27 août 2019) |